# 康德会馆旧址
康德会馆旧址，位于中国吉林省长春市人民大街1811号（原满洲国新京特别市大同大街301号），现为长春市文物保护单位。该建筑原是1933年由日本三菱财团投资兴建的大型商用建筑，为各大财团及会社提供交通、膳宿、邮电及娱乐等方面服务，并兼营房地产出租等业务。现该建筑处于闲置状态，并计划改造为长春财金中心使用。

## 历史沿革
1933年11月25日，康德会馆一期工程开工，1935年6月5日竣工，工程造价63.7万元；1935年9月又在其西北侧增建二期工程，形成“圈楼”结构，1936年12月31日竣工，工程造价85.9万元。该建筑占地面积6925.6平方米。一期工程建筑面积8898平方米，二期工程建筑面积11100平方米，总建筑面积约20000平方米。
康德会馆大楼由三菱合资会社地所课进行设计和监理，大林组负责施工。该建筑位于新京的商业、金融中心区，向日本各大财团提供办公、交通、膳宿、邮电、娱乐等服务，同时兼营房地产出租业务。日本财阀垄断的特殊会社和准特殊会社，例如满洲合成燃料株式会社、电气化学株式会社、电业株式会社、生命保险株式会社、盐业株式会社、日本三菱、电气协会等均设在康德会馆，据称当时要将康德会馆建设成为“满洲的华尔街”。其周边亦分布着满洲国重要的经济机构、会社、商行等，例如满洲中央银行、日本三中井商行、日本毛织会社、日本宝山洋行、日本海上会馆、满洲重工业开发株式会社、大兴会社、大德会社、东洋拓殖会社、满洲电信电话株式会社、满洲炭矿株式会社等。
日本投降后，南京国民政府方面的长春市政府迁入此楼。1948年10月，解放军占领长春后，该大楼由中国共产党方面接收，自1949年3月起成为长春市人民政府的办公楼。1984年被定为长春市文物保护单位。1985年按原貌加建两层，现高6层。
2006年，长春市人民政府从此楼迁出。此后该楼由东方投资集团接手改造，计划2008年5月竣工。但在2008年前后，高力集团重组了东方集团下的长春东方联合实业公司，同时接手了长春市人民政府旧址改造工程，计划将其建成高档商业性场所，但一直无行动。2012年，高力集团人员称，该项目命名为“高力华茂中心”，计划2015年底投入使用。但后来该计划未能实行。从2006年至2015年，在多轮改造中，建筑原貌遭到破坏。
2015年，该项目名称已改成长春财金中心，由长春高力房地产开发有限公司开发，工程计划2015年7月开工，2018年竣工。2015年，长春高力房地产开发有限公司负责人表示，原康德会馆旧址将成为长春财金中心1号楼，东本愿寺旧址也被包括在长春财金中心内，另外还新建三栋写字楼，整个财金中心项目总建筑面积约30多万平方米，计划在2018年全部完工，但直至2025年，建筑仍处于闲置状态。

## 建筑设计
康德会馆旧址整个建筑平面呈“回”字形，院子里有宽敞的天井。楼体采用钢混框架结构，始建时地上4层，半地下室1层。主体高20米，塔楼距地面38米。该楼体外立面简洁，底部外墙用大块的蘑菇石砌成，颇显厚重；拱券式门罩上方及楼顶的女儿墙均装饰成垛口的样式，呈现出带有防御功能的城堡式意象。楼顶上方设有高大的方形双层塔楼，四座小塔簇拥着高大的主塔，四角攒尖顶上覆铜瓦，具有“满洲式建筑”的特色。